# Campeonato Carioca de Futebol de 2024 - Série A2
O Campeonato Carioca da Série A2 de 2024 foi a 47ª edição da segunda divisão do campeonato estadual de futebol profissional do Rio de Janeiro. A competição foi organizada pela Federação de Futebol do Estado do Rio de Janeiro (FERJ).
O campeão desta edição foi o Maricá, após vencer o Olaria nos pênaltis. Com o título, o clube foi promovido à elite do Campeonato Carioca de 2025. O Olaria, por sua vez, chegou a seu terceiro vice-campeonato consecutivo, perdendo outra vez a chance do título e do acesso.
O rebaixamento foi decidido apenas na última rodada da primeira fase. As equipes rebaixadas foram o Artsul, após empate sem gols com o Duque de Caxias, e o Serrano, ao empatar por 1–1 com a Cabofriense. Na ocasião, quatro equipes lutavam contra o descenso, e o Petropólis e o Americano conseguiram escapar com seus resultados.

## Formato e regulamento
A competição manteve o mesmo regulamento da edição anterior, disputada por 12 clubes, dividida em três fases: na primeira, chamada de Taça Santos Dumont, todas as associações integram um único grupo e jogam entre si por 11 rodadas em turno único. Os quatro melhores colocados se classificam para a segunda etapa do campeonato, a semifinal. Os vencedores de cada uma das semifinais avançam para a última fase, a final, que decidirá o campeão. Apenas o vencedor da Série A2 será promovido à elite do Campeonato Carioca de 2025. As duas equipes piores colocadas na Taça Santos Dumont são rebaixadas à Série B1 de 2024.

### Critérios de desempate
Estes são os critérios de desempate:
1. Maior número de vitórias durante a fase de grupos;
2. Maior saldo de gols durante a fase de grupos;
3. Maior número de gols pró durante a fase de grupos;
4. Confronto direto (somente caso o desempate seja entre dois clubes);
5. Menor número de cartões amarelos;
6. Sorteio público na sede da FERJ.

## Participantes
| Equipe          | Cidade                | Em 2023             | Estádio          | Capacidade | Títulos            |
| --------------- | --------------------- | ------------------- | ---------------- | ---------- | ------------------ |
| America         | Rio de Janeiro        | 8.º                 | Giulite Coutinho | 13 544     | 3 (último em 2018) |
| Americano       | Campos dos Goytacazes | 5.º                 | Ferreirão        | 900        | 0 (não possui)     |
| Araruama        | Araruama              | 10.º                | Lourival Gomes   | 1 800      | 0 (não possui)     |
| Artsul          | Nova Iguaçu           | 4.º                 | Nivaldo Pereira  | 2 184      | 0 (não possui)     |
| Audax Rio       | Saquarema             | 12.º (Série A 2024) | Eucy Resende     | 4 315      | 1 (último em 2021) |
| Cabofriense     | Cabo Frio             | 6.º                 | Correão          | 2 611      | 5 (último em 2013) |
| Duque de Caxias | Duque de Caxias       | 1.º (Série B1 2023) | Marrentão        | 3 334      | 0 (não possui)     |
| Maricá          | Maricá                | 9.º                 | João Saldanha    | 1 850      | 0 (não possui)     |
| Olaria          | Rio de Janeiro        | 2.º                 | Rua Bariri       | 11 000     | 0 (não possui)     |
| Petrópolis      | Petrópolis            | 3.º                 | Atilio Marotti   | 900        | 0 (não possui)     |
| Resende         | Resende               | 7.º                 | Trabalhador      | 4 600      | 1 (último em 2007) |
| Serrano         | Petrópolis            | 2.º (Série B1 2023) | Atilio Marotti   | 900        | 1 (último em 1999) |

## Transmissão televisiva
O campeonato foi veiculado na TV por assinatura através da BandSports, que exibiu um jogo por rodada durante a primeira fase. No streaming, a Série A2 teve exibição pelo Canal GOAT, em parceria com a FERJ, através do YouTube.

## Taça Santos Dumont

### Classificação
| Pos | Equipe          | Pts | J  | V | E | D | GP | GC | SG  | Classificação ou descenso                     |
| --- | --------------- | --- | -- | - | - | - | -- | -- | --- | --------------------------------------------- |
| 1   | Maricá          | 25  | 11 | 7 | 4 | 0 | 14 | 4  | +10 | Campeão da Taça Santos Dumont e classificado  |
| 2   | Olaria          | 22  | 11 | 7 | 1 | 3 | 18 | 14 | +4  | Classificado para as semifinais do campeonato |
| 3   | Duque de Caxias | 21  | 11 | 6 | 3 | 2 | 9  | 5  | +4  | Classificado para as semifinais do campeonato |
| 4   | Audax Rio       | 19  | 11 | 5 | 4 | 2 | 15 | 10 | +5  | Classificado para as semifinais do campeonato |
| 5   | America         | 13  | 11 | 3 | 4 | 4 | 12 | 9  | +3  |                                               |
| 6   | Araruama        | 13  | 11 | 3 | 4 | 4 | 7  | 10 | −3  |                                               |
| 7   | Cabofriense     | 12  | 11 | 3 | 3 | 5 | 9  | 12 | −3  |                                               |
| 8   | Petrópolis      | 12  | 11 | 3 | 3 | 5 | 9  | 13 | −4  |                                               |
| 9   | Resende         | 12  | 11 | 2 | 6 | 3 | 13 | 13 | 0   |                                               |
| 10  | Americano       | 9   | 11 | 1 | 6 | 4 | 5  | 9  | −4  |                                               |
| 11  | Serrano         | 8   | 11 | 1 | 5 | 5 | 9  | 13 | −4  | Rebaixado à Série B1 de 2024                  |
| 12  | Artsul          | 8   | 11 | 1 | 5 | 5 | 9  | 17 | −8  | Rebaixado à Série B1 de 2024                  |

### Premiação
| Taça Santos Dumont de 2024  |
| Border                      |
| --------------------------- |
| Maricá Campeão (1.º título) |

### Confrontos
| Mandante \ Visitante | AME | AMC | ARA | ART | AUD | CAB | DCA | MCA | OLA | PTR | RES | SER |
| -------------------- | --- | --- | --- | --- | --- | --- | --- | --- | --- | --- | --- | --- |
| America              | —   |     | 0–1 | 3–1 |     |     |     | 1–2 | 0–1 | 2–0 |     |     |
| Americano            | 0–0 | —   |     |     |     | 1–0 | 0–1 | 0–0 | 1–2 |     |     | 0–1 |
| Araruama             |     | 1–1 | —   |     | 1–0 | 0–2 |     |     |     |     | 1–1 | 1–1 |
| Artsul               |     | 1–1 | 0–1 | —   | 0–3 | 1–2 | 0–0 |     |     |     | 2–2 |     |
| Audax Rio            | 1–1 | 0–0 |     |     | —   | 2–1 | 1–1 | 0–1 |     |     |     | 2–1 |
| Cabofriense          | 0–3 |     |     |     |     | —   | 1–2 | 0–0 | 1–2 | 0–0 |     | 1–1 |
| Duque de Caxias      | 1–0 |     | 0–0 |     |     |     | —   | 0–1 |     |     | 0–1 | 1–0 |
| Maricá               |     |     | 1–0 | 1–1 |     |     |     | —   | 2–0 | 4–1 | 1–0 |     |
| Olaria               |     |     | 2–1 | 4–2 | 0–1 |     | 0–1 |     | —   | 2–1 | 3–3 |     |
| Petrópolis           |     | 1–1 | 2–0 | 0–0 | 1–2 |     | 1–2 |     |     | —   | 1–0 |     |
| Resende              | 0–0 | 2–0 |     |     | 3–3 | 0–1 |     |     |     |     | —   | 1–1 |
| Serrano              | 2–2 |     |     | 0–1 |     |     |     | 1–1 | 1–2 | 0–1 |     | —   |

## Fase Final
Em itálico, as equipes que jogarão a segunda partida como mandante e/ou pelo empate por ter melhor campanha e em negrito as equipes vencedoras das partidas. Na final, não há vantagem de empate para nenhuma equipe.
|  | Semifinais      | Semifinais | Semifinais | Semifinais |       |              | Final | Final | Final | Final |
|  |                 |            |            |            |       |              |       |       |       |       |
|  | Maricá          | 0          | 4          | 4          |       |              |       |       |       |       |
|  | Audax Rio       | 1          | 3          | 4          |       |              |       |       |       |       |
|  | Audax Rio       | 1          | 3          | 4          |       | Maricá (pen) | 1     | 0     | 1 (3) |       |
|  |                 |            |            |            |       | Maricá (pen) | 1     | 0     | 1 (3) |       |
|  |                 | Olaria     | 1          | 0          | 1 (1) |              |       |       |       |       |
|  | Olaria          | Olaria     | 1          | 0          | 1 (1) | 0            | 1     | 1     |       |       |
|  | Olaria          |            |            |            |       | 0            | 1     | 1     |       |       |
|  | Duque de Caxias | 0          | 0          | 0          |       |              |       |       |       |       |

### Semifinais
Ida
| 4 de agosto | Audax Rio            | 1 – 0         | Maricá | Rio de Janeiro                                                                                               |  |
| 14:45       | Fabinho Polhão 90+7' | Súmula (FERJ) |        | Estádio: Estádio de Moça Bonita Público: 167 Renda: R$ 1 800,00 Árbitro: RJ Felipe da Silva Gonçalves Paludo |  |

| 3 de agosto | Duque de Caxias | 0 – 0         | Olaria | Duque de Caxias                                                                                        |  |
| 14:45       |                 | Súmula (FERJ) |        | Estádio: Estádio de Los Larios Público: 170 Renda: R$ 2 210,00 Árbitro: RJ Yuri Elino Ferreira da Cruz |  |

Volta
| 10 de agosto | Maricá                                                                 | 4 – 3         | Audax Rio                                      | Maricá                                                                                         |  |
| 14:45        | Hugo Borges 11' · Pedrinho 55' · Sandro Silva 87' · Pablo Thomaz 90+8' | Súmula (FERJ) | 8' Sandro Silva · 46' Tom · 78' Fabinho Polhão | Estádio: Estádio João Saldanha Público: 955 Renda: R$ 13 060,00 Árbitro: RJ Alex Gomes Stefano |  |

| 11 de agosto | Olaria     | 1 – 0         | Duque de Caxias | Rio de Janeiro                                                                                |  |
| 11:00        | Jajá 90+5' | Súmula (FERJ) |                 | Estádio: Estádio da Rua Bariri Público: 326 Renda: R$ 3 900,00 Árbitro: RJ Bruno Mota Correia |  |

### Finais
Ida
| 17 de agosto | Olaria      | 1 – 1 | Maricá        | Rio de Janeiro                                                                                             |  |
| 10:45        | Macario 67' |       | 16' Felipinho | Estádio: Estádio da Rua Bariri Público: 840 Renda: R$ 10 400,00 Árbitro: RJ Wagner do Nascimento Magalhães |  |

Volta
| 25 de agosto                                          | Maricá | 0 – 0 (3 – 1 pen.)                       | Olaria | Maricá                                                                                              |  |
| 14:45                                                 |        |                                          |        | Estádio: Estádio João Saldanha Público: 1 642 Renda: R$ 26 420,00 Árbitro: RJ Bruno Arleu de Araújo |  |
|                                                       |        | Penalidades                              |        | |  |
| Pablo Thomaz Walber Hugo Borges Denilson Sandro Silva |        | Hugo Bilhéu Rafael Lucas Macario Thaleco |        | |  |

### Premiação
| Campeonato Carioca de 2024 - Série A2 |
| Border                                |
| ------------------------------------- |
| Maricá Campeão (1.º título)           |

## Classificação geral
Fonte:
| Pos. | Equipe          | PG | J  | V | E | D | GP | GS | SG  | Classificação ou rebaixamento         |
| ---- | --------------- | -- | -- | - | - | - | -- | -- | --- | ------------------------------------- |
| 1    | Maricá          | 30 | 15 | 8 | 6 | 1 | 19 | 9  | +10 | Campeão e promovido à Série A de 2025 |
| 2    | Olaria          | 28 | 15 | 8 | 4 | 3 | 20 | 15 | +5  | Vice-campeão                          |
| 3    | Audax Rio       | 22 | 13 | 6 | 4 | 3 | 19 | 14 | +5  | Semifinalistas                        |
| 4    | Duque de Caxias | 22 | 13 | 6 | 4 | 3 | 9  | 6  | +3  | Semifinalistas                        |
| 5    | America         | 13 | 11 | 3 | 4 | 4 | 12 | 9  | +3  |                                       |
| 6    | Araruama        | 13 | 11 | 3 | 4 | 4 | 7  | 10 | -3  |                                       |
| 7    | Cabofriense     | 12 | 11 | 3 | 3 | 5 | 9  | 12 | -3  |                                       |
| 8    | Petrópolis      | 12 | 11 | 3 | 3 | 5 | 9  | 13 | -4  |                                       |
| 9    | Resende         | 12 | 11 | 2 | 6 | 3 | 13 | 13 | 0   |                                       |
| 10   | Americano       | 9  | 11 | 1 | 6 | 4 | 5  | 9  | -4  |                                       |
| 11   | Serrano         | 8  | 11 | 1 | 5 | 5 | 9  | 13 | -4  | Rebaixados à Série B1 de 2024         |
| 12   | Artsul          | 8  | 11 | 1 | 5 | 5 | 9  | 17 | -8  | Rebaixados à Série B1 de 2024         |

## Artilharia
| Gols | Jogador        | Time      |
| ---- | -------------- | --------- |
| 8    | Fabinho Polhão | Audax Rio |
| 8    | Pablo Thomaz   | Maricá    |
| 6    | Macario        | Olaria    |
| 5    | André          | America   |
| 4    | Eduardo Tanque | Resende   |
| 4    | Felipinho      | Maricá    |
| 4    | Rafael Lucas   | Olaria    |

## Maiores públicos
Estes são os dez maiores públicos do campeonato:
| N.º | Público | Mandante | Placar | Visitante  | Estádio          | Data         | Rodada    | Ref.   |
| --- | ------- | -------- | ------ | ---------- | ---------------- | ------------ | --------- | ------ |
| 1   | 1 642   | Maricá   | 2–0    | Olaria     | João Saldanha    | 18 de maio   | 1ª        | [ 13 ] |
| 1   | 1 642   | Maricá   | 0–0    | Olaria     | João Saldanha    | 25 de agosto | Final     | [ 14 ] |
| 3   | 1 500   | America  | 2–0    | Petrópolis | Giulite Coutinho | 18 de maio   | 1ª        | [ 15 ] |
| 4   | 1 139   | America  | 0–1    | Araruama   | Giulite Coutinho | 15 de junho  | 5ª        | [ 16 ] |
| 5   | 1 138   | Maricá   | 1–0    | Resende    | João Saldanha    | 13 de julho  | 9ª        | [ 17 ] |
| 6   | 955     | Maricá   | 4–3    | Audax Rio  | João Saldanha    | 10 de agosto | Semifinal | [ 18 ] |
| 7   | 931     | America  | 3–1    | Artsul     | Giulite Coutinho | 2 de junho   | 3ª        | [ 19 ] |
| 8   | 840     | Olaria   | 1–1    | Maricá     | Rua Bariri       | 17 de agosto | Final     | [ 20 ] |
| 9   | 789     | America  | 1–2    | Maricá     | Giulite Coutinho | 6 de julho   | 8ª        | [ 21 ] |
| 10  | 788     | Maricá   | 1–1    | Artsul     | João Saldanha    | 15 de junho  | 5ª        | [ 22 ] |